# Shikishima (Yamanashi)
Pour les articles homonymes, voir Shikishima.
Shikishima (敷島町, Shikishima-machi) est un ancien bourg de la préfecture de Yamanashi, ayant existé jusqu'au 1er septembre 2004, date de sa fusion avec les bourgs de Futaba et de Ryūō pour former la ville de Kai. Il faisait partie du district de Nakakoma.

## Toponymie
Le nom Shikishima, adopté lors de la création de la municipalité en 1927, proviendrait de l'ancien domaine de Shima (志摩荘), dont l'écriture a été corrompu en « 島 ».

## Géographie

### Topographie et hydrographie
Situé dans la partie nord-est du district, Shikishima borde la ville de Kōfu à l'est, séparée par la rivière Ara (ja) (荒川), et le bourg de Ryūō au sud, avec la limite définie par la rivière Kugawa (貢川) qui s'écoule de l'ouest vers le sud-ouest. À l'ouest, la limite suit le mont Kaya (ja) (茅ヶ岳) et le mont Kane (ja) (金ガ岳).

### Villes limitrophes

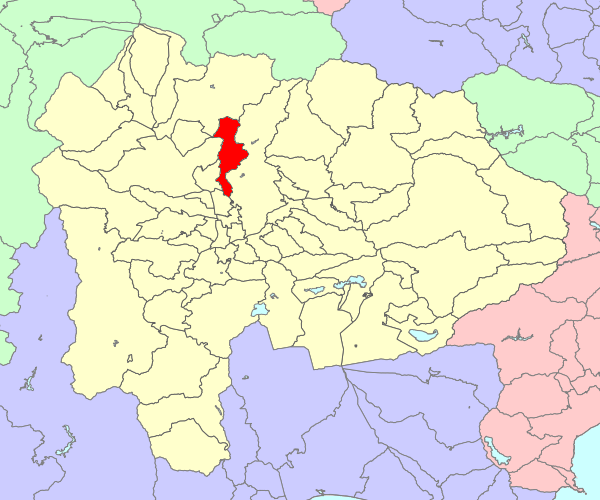
Localisation de Shikishima dans la préfecture de Yamanashi (tracés territoriaux du 1er avril 2003).

Entités territoriales limitrophes à la date de la fusion du 1er septembre 2004. À sa création en 1927, Shikishima est entouré à partir de l'ouest, dans le sens horaire, du village de Tomi (ja) (登美村), du district de Kitakoma, des villages de Mutsuzawa (ja) (睦沢村) et de Kissawa (ja) (吉沢村), tous deux du même district de Nakakoma, des villages de Chiyota (ja) (千代田村), Ōmiya (ja) (大宮村) et Chizuka (ja) (千塚村), tous du district de Nishiyamanashi (ja), et des villages d'Ikeda (ja) (池田村), Kugawa (ja) (貢川村) et Ryūō (竜王村), tous trois du même district de Nakakoma. Le 1er août 1937, Kugawa et trois autres villages sont fusionnés dans la ville de Kōfu (甲府市), qui devient voisine de Shikishima. Le 1er avril 1942, Chizuka et Ōmiya sont fusionnés dans la ville de Kōfu, suivi le 1er décembre 1949 par Ikeda. Le 17 octobre 1954, après avoir absorbé Mutsuzawa, Kissawa et le village de Kiyokawa (ja) (清川村), Shikishima devient voisin du village d'Egusa (ja) (江草村) et par un quadripoint, du village de Ogasawara (ja) (小笠原村), tous deux du district de Kitakoma, et de la ville de Nirasaki (韮崎市). Le 1er mars 1955, Ogasawara fusionne avec deux villages pour former Akeno (明野村), tandis que le 5 mars, Tomi et le village de Shiozaki (ja) (塩崎村) fusionnent pour former le bourg de Futaba (双葉町). Le 30 septembre 1956, le bourg de Sutama (須玉町) absorbe Egusa et devient voisin de Shikishima.

## Histoire

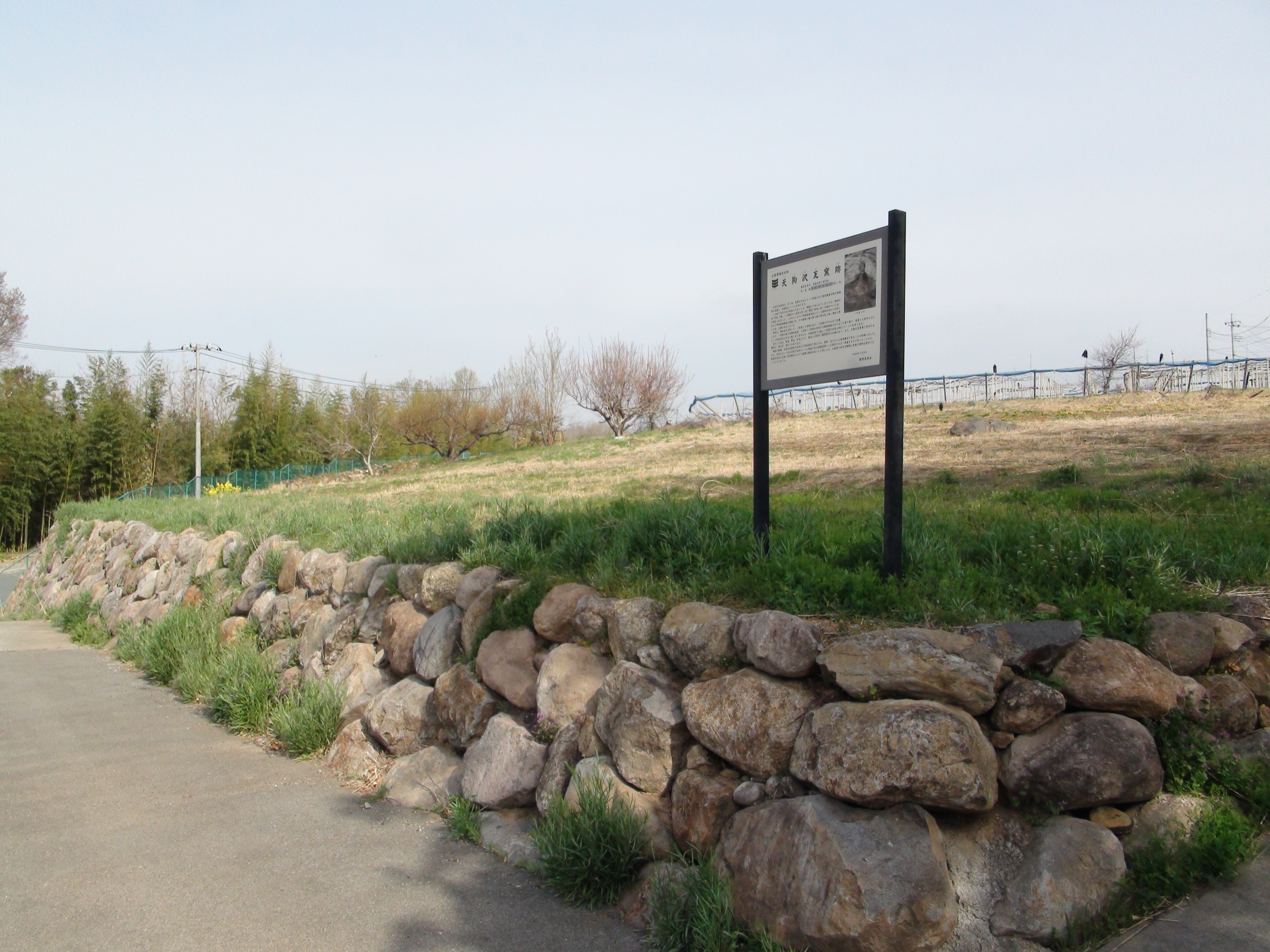
Le site du four à tuile de Tengusawa.

Bien qu'il n'y existe aucun vestige du Paléolithique dans la zone de la ville, des sites de la période Jōmon sont présents. De nombreuses ruines du Jōmon sont réparties dans le bassin de la rivière Kamezawa (亀沢川) et sont plus concentrées dans les plaines du sud que dans les zones montagneuses du nord. Le site archéologique de Kane no Oi (ja) (金の尾遺跡) à Ōshimojō est constitué principalement d'un village de la période Yayoi, mais des vestiges de résidences du début et du milieu de la période Jōmon et des artefacts tels que de la céramique Jōmon ont également été mis au jour. De plus, le site archéologique de Kane no Miya (金ノ宮遺跡) à Takishita (滝下) est connu comme un lieu habité de grande envergure datant du milieu de la période Jōmon. Les sites de « Kane » (金) dorées sont l'un des rares vestiges de village de la période Yayoi dans la préfecture, et bien qu'aucun vestige de rizières (en) ne puisse être vu, des vestiges de bâtiments et des tombes carrées avec des pots et des cercueils dans des fosses en terre ont été détectés, principalement datant de la fin de la période Yayoi.
Parmi les sites de la période Kofun, le site archéologique de Mitakeda (御岳田遺跡) à Ōshimojō sont des ruines de village du début de la période Kofun, qui correspond à l'époque où la royauté de Yamato a construit de nombreux kofuns dans la région des collines de Sone (ja) (dans l'ancien bourg de Nakamichi) dans la partie sud du bassin de Kōfu (ja). Au VIe siècle, les forces de la région de Nakamichi déclinent et la construction de kofuns se répand dans diverses parties du bassin, notamment à Chizuka et à Yumura (湯村), près de Kōfu. Dans la région de Shikishima, il existe quatre tumuli avec des chambres en pierre de horizontales, dont le Kofun d'Ōtsuka (大塚古墳) à Sakai (境) et le kofun d'Ōba (大庭古墳) à Shimakamijō (島上条). De plus, il y a des traces de village de la même période dans les sites de Kane no Oi et de Kane no Miya à Ōshimojō.
Sous l'ancien système Ritsuryō, Shikishima correspond alors à une partie du comté de Koma (ja), dans la province de Kai. La province accepte le bouddhisme très tôt, et à la limite nord du bassin se trouve le temple abandonné de Teramoto (ja) (寺本廃寺) dans l'actuelle ville de Fuefuki  (ancien bourg de Kasugai (ja)), et à Shikishima, il existe des ruines du four à tuile de Tengusawa (ja) (天狗沢瓦窯跡) datant du milieu du VIIe siècle, et bien que la source de l'approvisionnement soit inconnue, on pense qu'il a fourni des tuiles au temple abandonné, et des statues bouddhiques de la période Heian y ont aussi été mis au jour. De plus, le site archéologique de Matsunoo (松ノ尾遺跡) à Nakashimojō (中下条) et Kamishimojō (上下条) est connu comme les vestiges d'un village des périodes de Nara et Heian, et on pense que les familles contrôlant le comté de Koma auraient pu y être à proximité.

### Moyen Âge

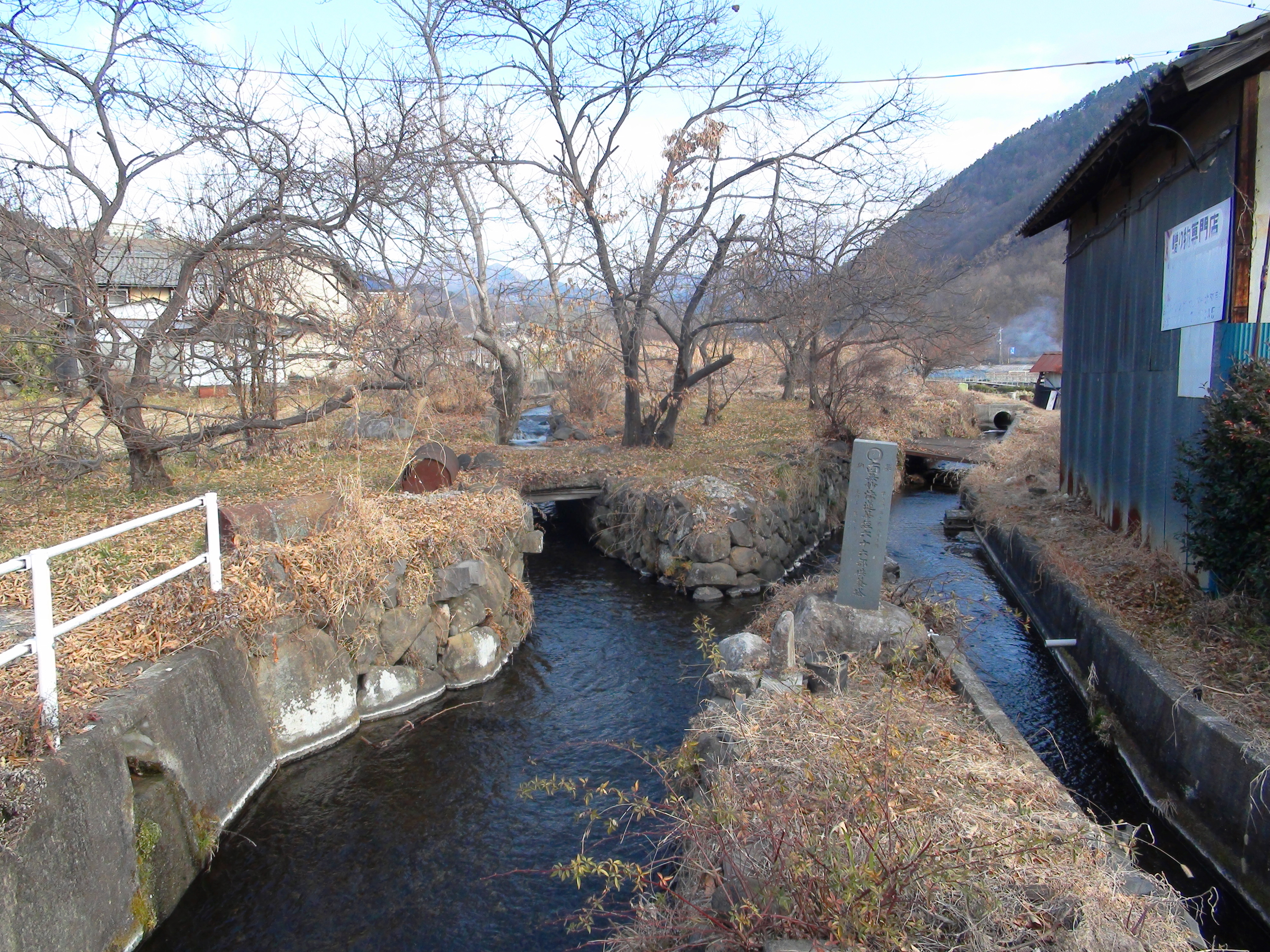
Le canal de Kamijō.

À la fin de la période Heian (794-1185), des domaines sont établis dans tout le bassin de Kōfu, mais la partie sud de la ville était incluse dans le domaine de Shima (ja) (志摩荘) le long de la rivière Ara (荒川). Le domaine de Shima est une propriété du sanctuaire shinto Matsunoo-taisha de la province de Yamashiro (actuel arrondissement de Nishikyō, ville de Kyoto) au début de la période de Kamakura (1185-1333) et est ensuite devenu le territoire de la famille Kujō. On pense que sont centre était Nakashimojō. Au parc général de Shikishima (敷島総合公園) est conservé un torii provenant du domaine et datant de l'époque de Kamakura. Il s'agit du premier torii du sanctuaire Kanazakura-jinja (ja) (金櫻神社) à Mitake (御岳) dans la ville de Kōfu, et elle existait à l'origine à Ushiku (牛句), dans l'actuel Shikishima.
Durant la période Sengoku (1467-1573), la province de Kai traverse une période de troubles entre les Shugo, le clan Takeda, les puissants locaux et les forces d'autres provinces, avant d'être unifiée par les Takeda. Le 27 février, de la 18e année de l'ère Eishō (1521), l'armée des Imagawa, composée principalement de Fukushima Masanari (ja) (福島 正成) sous le clan Imagawa de la province de Suruga, marche le long du fleuve Fuji. Ayant envahi et caputé le château de Toda (ja) (富田城) dans l'actuelle ville de Minami-Alps (ancien bourg de Kōsai) le 16 septembre, les forces de Fukushima se rapprochent de Kōfu et affrontent Takeda Nobutora sur la rivière Ara, et le 16 octobre, ils combattent la bataille d'Iidagawara (ja) (飯田河原の戦い) près d'Iida, dans la ville de Kōfu. Les forces de Fukushima sont vaincues et se retirent au château de Katsuyama (ja) (勝山城) à Kōfu. Nobutora parvient à repousser les forces de Fukushima lors de la bataille de Kamijōgawara à Shimakamijō dans l'actuel Shikishima le 23 novembre et les chasse de Kai l'année suivante. Une stèle commémorant les batailles d'Iidagawara et de Kamijōgawara sont présentes au sanctuaire shinto Hachiman-jinja (八幡神社) à Shimakamijō.
De plus, selon le Kai Koku-shi (ja) (甲斐国志), il y avait une résidence du clan Tsuchiya (ja), vassal des Takeda, à Shimakamijō. Le Hōju-ji (宝珠寺), un temple de l'école Myōshin-ji (ja) de la secte Rinzai à Ōshimojō, aurait été fondé par Dairyūji Ringaku (ja) (大竜寺 麟岳), le fils de Takeda Nobukado.
Au Moyen Âge, le canal de Kamijō (ja), qui prélève l'eau de la rivière Kamezawa (亀沢川), un affluent de la rivière Ara, pour irriguer la zone située sur la rive droite de l'Ara, est creusé, géré et entretenu par le communauté locale. Urushido (漆戸) était connue comme zone de production de laque au Moyen Âge, et la zone montagneuse de la partie nord de la ville était utilisée comme forêt d'approvisionnement pendant la période Sengoku. Pendant la période Sengoku, le marché de Tōkaichi (十日市場) est établi près de l'intersection de la route d'accès du relais de Ryūji (龍地, actuel bourg de Ryūō) et du sandō du sanctuaire Kanazakura à Yamanashi et du chemin de Hosaka (ja) (穂坂路).
En juin de la 10e année de l'ère Tenshō (1582), la guerre Tenshō-Jingo (ja) éclate dans la province de Kai sur les dernières possessions des Takeda entre Hōjō Ujinao de la province de Sagami et Tokugawa Ieyasu. Ieyasu établit d'abord son quartier général au Sontai-ji (ja) (尊躰寺) de Kōfu et à la demeure d'Ichijō Nobutatsu au nord de Kōfu, et plus tard au château de Shinpu (ja) à Nirasaki. D'autre part, les forces du clan Hōjō s'établissent dans des forts dans la zone de l'actuelle ville de Hokuto. Dans la formation de l'armée Tokugawa, les Mitake-shū (ja) et Chiku Yoriuji (ja) (知久 頼氏) des Shimoina-shū sont stationnés à Mitake, à Kōfu, pour surveiller ses alentours, et ils sont également stationnés à Shimoashizawa (下芦沢), dans l'actuel Shikishima, pour surveiller le nord.

### Époque moderne
Au début de la période moderne, sous le système des neuf divisions, deux administrations (ja), l'entièreté de Shikishima fait partie de la division de Kitayama, dans le comté de Koma, et correspond alors à 22 villages, ceux d'Ōshimojō (大下条村), Nakashimojō (中下条村), Shimakamijō (島上条村), Nagatsuka (長塚村), Tengusawa (天狗沢村), Sakai (境村), Ushiku (牛句村), Ōkubo (大久保村), Kamezawa (亀沢村), Uchikaeshi (打返村), Urushido (漆戸村), Shishidaira (獅子平村), Kamisugeguchi (上菅口村), Shimosugeguchi (下菅口村), Kamiashizawa (上芦沢村), Shimoashizawa (下芦沢村), Kamifukuzawa (上福沢村), Shimofukuzawa (下福沢村), Kōdo (神戸村), Atera (安寺村), Kissawa (ja) (吉沢村) et Senda (千田村). La région est située dans la zone montagneuse derrière le château de Kōfu et fournit du bois à la zone autour du château et est également impliquée dans la construction du château. Certains des 22 villages, ceux de Kamifukuzawa, Shimofukuzawa, Kōdo, Atera, Uchikaeshi, Urushido, Kamisugeguchi, Shimosugeguchi, Shishidaira et Sōkazawa (草鹿沢村, dans l'actuelle ville de Kōfu), bénéficient de privilèges en fournissant leurs compétences spécialisées en foresterie.
Avant sous l'autorité du magistrature de Kōfu (ja), sous administration directe du shogunat Tokugawa, les villages rejoignent la nouvelle préfecture de Fuchū (ja) (府中県) à l'abolition de la magistrature le 10 octobre 1868. La préfecture de Fuchū est fusionnée avec la préfecture d'Ichikawa (ja) (市川県) pour devenir la préfecture de Kai (甲斐府) le 11 décembre. Le 27 août 1869, la préfecture de Kai devient celle de Kōfu (甲府県), puis celle de Yamanashi (山梨県) le 10 janvier 1871 après l'abolition du système han.
Entre 1874 et 1876, des fusions ont lieu et donnent naissance aux villages de Matsushima (ja) (松島村), regroupant Ōshimojō, Nakashimojō, Shimakamijō, Nagatsuka et Tengusawa, de Fukuoka (ja) (福岡村), regroupant Sakai, Ushiku et Ōkubo, de Mutsuzawa (ja) (睦沢村), regroupant Kamezawa, Uchikaeshi, Urushido, Shishidaira, Kamisugeguchi et Shimosugeguchi, de Kiyokawa (ja) (清川村), regroupant Kamiashizawa, Shimoashizawa, Kamifukuzawa, Shimofukuzawa, Kōdo et Atera, et de Kissawa (ja) (吉沢村), regroupant l'éponyme ancien village et Senda. Les villages rejoignent le nouveau district de Nakakoma le 19 décembre 1878, par morcellement de l'ancien comté de Koma.

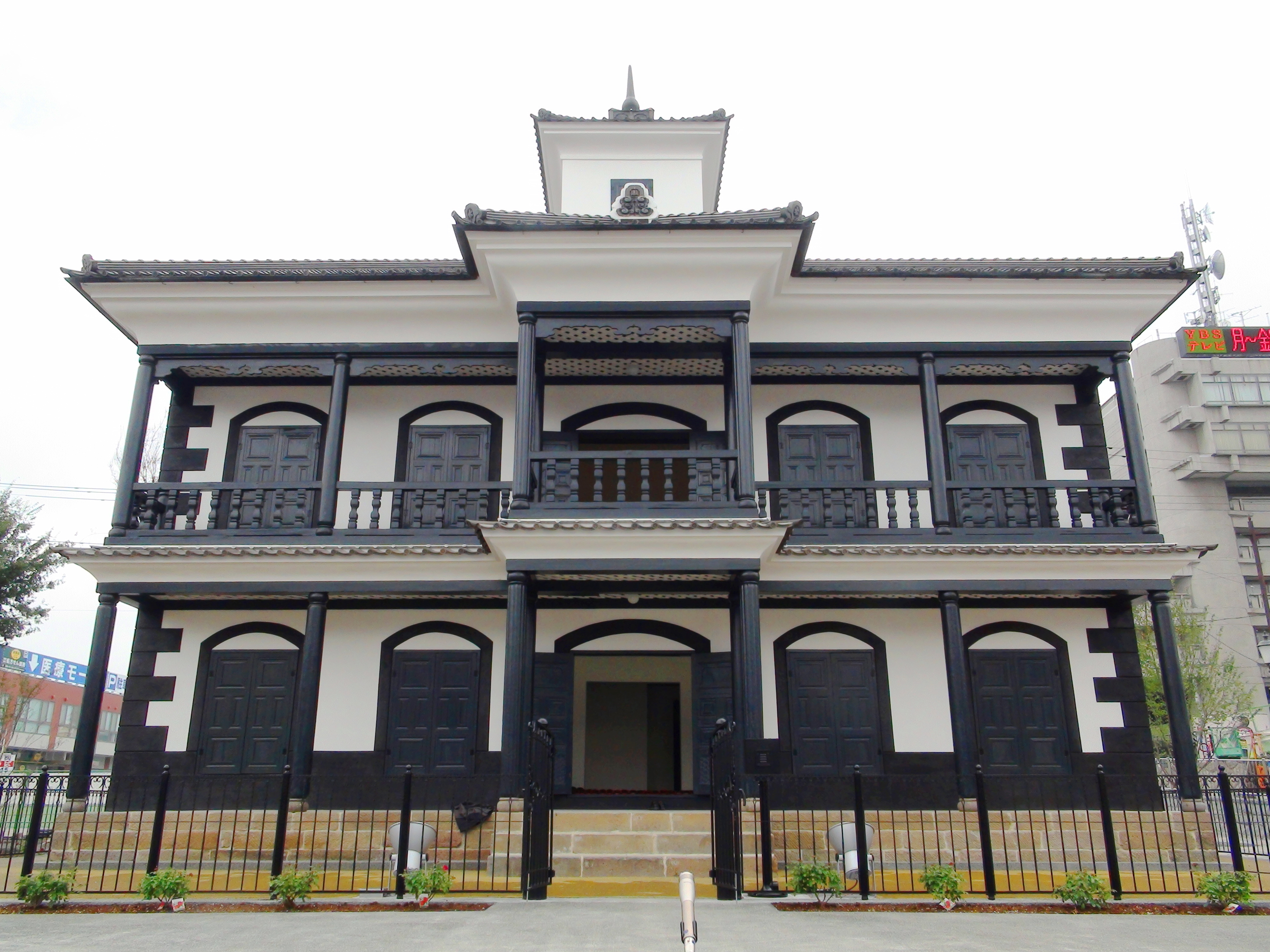
L'ancienne école de Mutsuzawa, devenu le centre commémoratif de Fujimura.

Dans la préfecture de Yamanashi, la ligne Chūō est ouverte en juin 1903, et la ligne qui partait de Kōfu vers l'ouest traverse les secteurs d'Ōshimojō et de Nagatsuka. En 1872, l'école primaire de Mutsuzawa est créée à Kamezawa, dans le village de Mutsuzawa, et un nouveau bâtiment scolaire est construit en 1875. Ce nouveau bâtiment scolaire était un bâtiment de style giyōfū promu par le gouverneur de la préfecture de Yamanashi Fujimura Shirō (ja) (藤村 紫朗). L'ancien bâtiment de l'école primaire de Mutsusawa est plus tard déplacé près de la gare de Kōfu et est devenu le centre commémoratif Fujimura de Kōfu (ja).
De la période Meiji (1868-1912) au début de l'ère Shōwa, la mouture du riz était réalisée le long de la rivière Ara à l'aide de roues hydrauliques, et le riz était expédié au marché de Kōfu,. Le 1er avril 1927, les villages de Matsushima (ja) (松島村) et de Fukuoka (ja) (福岡村) fusionnent pour former le village de Shikishima, qui mesure alors 6,84 kilomètres carrés. Le 17 octobre 1946, Shikishima est promu au rang de bourg. Le 17 octobre 1954, Shikishima absorbe les villages de Mutsuzawa, Kiyokawa et Kissawa. En 1958, un échange de territoire a lieu entre Shikishima et Ryūō, la première recevant une partie de l'ōaza (ja) (section de village) de Ryūōshinmachi (ja) (竜王新町), tandis que la dernière reçoit une partie de ceux d'Ōshimojō et de Nagatsuka.
Après la Seconde Guerre mondiale, la partie sud de la ville est devenue une banlieue de la ville de Kōfu, avec la construction de nombreux complexes d'habitation sociale, mais la zone montagneuse du nord est en train de se dépeupler. Des ententes de fusions sont entérinées en 2002. Le 1er septembre 2004, Shikishima fusionne avec le bourg de Futaba (双葉町) du district de Kitakoma, et celui de Ryūō (竜王町) pour former la ville de Kai (甲斐市) et cesse dès lors d'exister. La nouvelle ville porte le nom de l'ancienne province de Kai,,.

## Transports
Shikishima n'a pas de gare dans son territoire (la gare de Ryūō (en) sur la ligne Chūō desservait le bourg jusqu'à l'échange de territoire avec Ryūō en 1958), mais la gare de Ryūō y est très proche. La municipalité est traversée par la route préfectorale 6 (ja).

## Culture et patrimoine
Le sanctuaire shinto Hachiman-jinja (八幡神社) à Shimakamijō est un lieu historique important, qui commémore les batailles d'Iidagawara et de Kamijōgawara et qui aurait été appelé « Shima-jinja » (志摩神社), du nom de l'ancien domaine.

## Symboles
Le symbole municipal est adopté le 19 décembre 1968. L'oiseau municipal est Pic épeiche depuis 2000.

## Personnes notables
- Kōshi Mitsui (ja) (三井 甲之, Mitsui Kōshi?, 1883-1953), poète, y est né, dans l'ancien village de Matsushima.
- Watanabe Masatarō (ja) (渡辺 政太郎, Watanabe Masatarō?, 1873-1918), anarchiste, y est né, dans l'ancien village de Matsushima[18].
- Shōji Sasamoto (ja) (笹本 正治, Sasamoto Shōji?, 1951-), historien, y est né.
- Hiroki Yamamura (ja) (山村 宏樹, Yamamura Hiroki?, 1976-), joueur de baseball, y est né.